# Asesinato de William McKinley

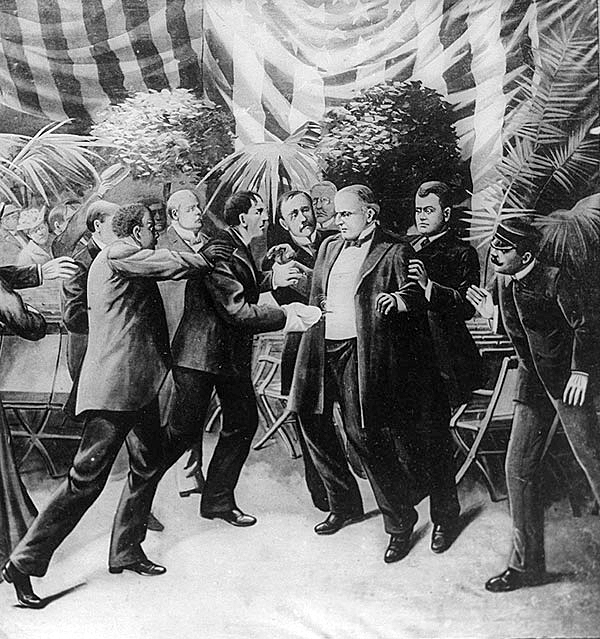
Representación del asesinato de McKinley, tiroteado por Leon Czolgosz.

El asesinato de William McKinley, vigésimo quinto presidente de los Estados Unidos, sucedió el 6 de septiembre de 1901, cuando fue tiroteado y fatalmente herido, en el interior del teatro Templo de la Música durante la Exposición Panamericana, realizada en Búfalo (Nueva York). Saludaba al público cuando Leon Czolgosz, un anarquista, le disparó dos veces en el abdomen. McKinley murió el 14 de septiembre, de la gangrena causada por las heridas de bala. McKinley fue el tercer presidente estadounidense asesinado, después de Abraham Lincoln en 1865 y James A. Garfield en 1881.
McKinley había sido elegido para un segundo mandato en 1900. Le gustaba satisfacer al público y se mostraba reacio a aceptar las medidas de seguridad inherentes a su cargo. El Secretario del Presidente, George B. Cortelyou, temía un intento de asesinato en el Templo de la Música y por dos veces eliminó esa visita de la agenda. McKinley la restableció en ambas ocasiones.
Czolgosz había perdido su trabajo durante la crisis económica de 1893 y se convirtió al anarquismo, filosofía política adoptada por varios asesinos de líderes extranjeros. Consideraba a McKinley un símbolo de la opresión y estaba convencido de que su deber como anarquista era matarlo. Incapaz de situarse cerca de McKinley durante la primera parte de la visita, Czolgosz disparó dos veces a Mckinley cuando este llegó a darle la mano en la recepción del Templo. Una bala rozó a McKinley, la otra entró en su abdomen y nunca se encontró.
Inicialmente McKinley parecía recuperarse, pero empeoró y el 13 de septiembre su herida se gangrenó y falleció a la mañana siguiente. El vicepresidente Theodore Roosevelt le sucedió en el cargo. Después del asesinato de McKinley, por el que Czolgosz fue ejecutado en la silla eléctrica, el Congreso de los Estados Unidos aprobó una legislación para encomendar oficialmente al Servicio Secreto de los Estados Unidos la responsabilidad de proteger al presidente.

## Antecedentes
En septiembre de 1901, William McKinley estaba en la cúspide de su poder. Elegido en 1896 durante la depresión económica resultante del pánico de 1893, había derrotado a su rival demócrata William Jennings Bryan. Durante su presidencia, McKinley había retornado la nación a la prosperidad y a la victoria en la guerra hispano-estadounidense de 1898, tomando posesión de las colonias españolas de Puerto Rico y Filipinas para Estados Unidos. Reelegido cómodamente en la revancha frente a Ryan en 1900, según el historiador Eric Rauchway, "parecía que la administración McKinley seguiría con una paz ininterrumpida otros cuatro años, dedicada a la prosperidad.
El primer vicepresidente de McKinley Garret Hobart había muerto en 1899 y McKinley había dejado la elección de un compañero para la candidatura a la Convención Nacional Republicana en 1900. Antes de la convención, el líder republicano de Nueva York el senador Thomas C. Platt vio una oportunidad para dejar de lado políticamente al gobernador de su estado, el exsecretario de la Marina Theodore Roosevelt, y presionó por su nombramiento como vicepresidente. Roosevelt aceptó la nominación y fue elegido en la lista de McKinley.

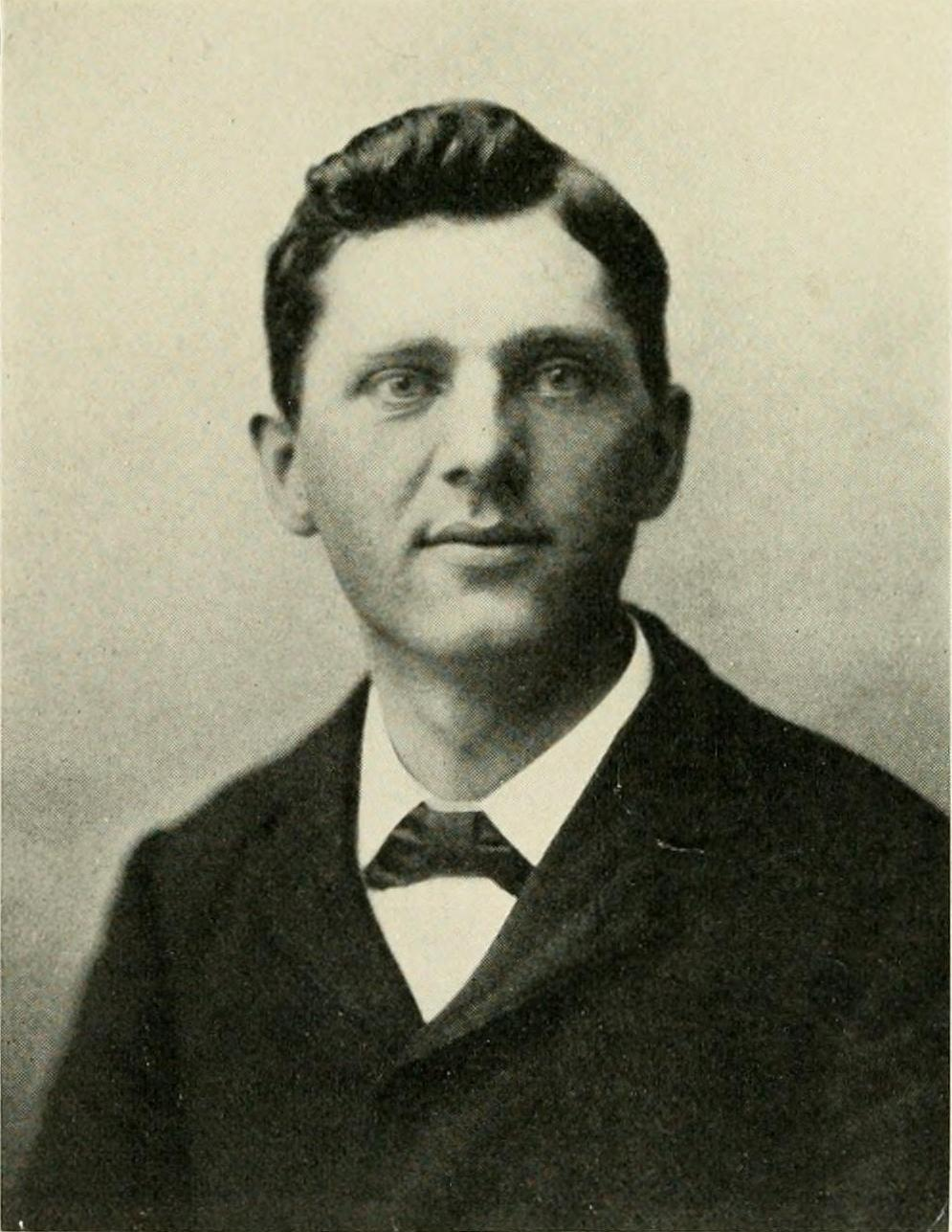
Leon Czolgosz

Leon Czolgosz nació en Detroit, Míchigan en 1873 hijo de inmigrantes polacos. Su familia se mudó las mismas veces que Paul, el padre de León, buscaba trabajo por todo el Medio Oeste. Leon Czolgosz trabajó en una fábrica de Cleveland hasta que perdió su trabajo por una disputa en el trabajo en 1893. Después trabajó de forma irregular. Asistió a reuniones políticas y religiosas, e intentó entender las razones para la conmoción económica de 1893. Al hacerlo, se interesó por el anarquismo. En 1901, este movimiento era temido en Estados Unidos y la Corte de Apelaciones de Nueva York tenía normas por las que identificarse como anarquista era considerado alteración del orden público. Los anarquistas se habían cobrado su precio en Europa intentando asesinar o matando a media docena de miembros de casas reales. También habían sido acusados de la Revuelta de Haymarket en Chicago.
Dos presidentes estadounidenses habían sido asesinados en el siglo XIX: Abraham Lincoln en 1865 y James A. Garfield en 1881. John Wilkes Booth, el asesino de Lincoln estaba resentido por la derrota confederada en la Guerra de Secesión; Charles J. Guiteau el asesino de Garfield era un hombre excéntrico (posiblemente loco) motivado por ideas políticas y religiosas que había buscado sin éxito un cargo en la administración de Garfield. A pesar de que dos presidentes hubieran sido abatidos por asesinos, a McKinley no le gustaba que el personal de seguridad se interpusiera entre la gente y él.
En su ciudad natal de Canton Ohio, iba con frecuencia a la iglesia o al distrito de negocios sin protección. En Washington conducía con su esposa sin ningún guardián en el coche.

## Visita presidencial

### Planes y llegadas
McKinley dio un breve discurso en su segunda toma de posesión el 4 de marzo de 1901. A pesar de haber sido durante mucho tiempo defensor de los aranceles y creyendo que el arancel Dingley aprobado durante su primer año en el cargo había ayudado a traer la prosperidad a la nación, McKinley planeaba negociar acuerdos comerciales recíprocos con otros países. Esto abriría los mercados extranjeros a los fabricantes estadounidenses que habían dominado el mercado nacional gracias al arancel y que él quería expandir. Durante la larga gira prevista para los meses posteriores a su toma de posesión, tenía la intención de hacer grandes discursos promoviendo este plan, que culminaría en la Exposición Panamericana de Búfalo el 13 de junio.
McKinley, su esposa Ida, y su séquito oficial salieron de Washington el 29 de abril para una gira nacional en tren, programada para terminar en Búfalo con un discurso el Día del Presidente. Se reunió con recepciones entusiastas en el Viejo Oeste, que nunca habían visto a un presidente. En California, la primera dama se puso gravemente enferma, y durante un momento se creyó que no sobreviviría. Se recuperó en San Francisco, pero su marido canceló el resto de la gira y los McKinley regresaron a Washington. El discurso en la Exposición fue pospuesto hasta el 5 de septiembre, y McKinley pasó algunas semanas en Washington y dos meses en Canton. Empleó su estancia en Ohio preparando el discurso de la ciudad de Búfalo y supervisando unas mejoras en su casa. Tenía intención de permanecer hasta octubre en Canton. 
Czolgosz había vivido en la granja de sus padres cerca de Cleveland hasta comienzos de 1898, trabajando poco, quizás a causa de una depresión.[18] Se sabe que había asistido a un discurso de la anarquista Emma Goldman en mayo de 1901 en Cleveland, se le acercó antes del discurso y le pidió que le recomendara libros sobre anarquismo. En la charla Goldman dijo que no era partidaria de la violencia, pero que comprendía a los que actuaban impulsados por ella. Esto influyó mucho en Czolgosz que más tarde declaró que sus palabras le quemaban en la cabeza.[19] Él fue a verla en su casa de Chicago en julio cuando estaba a punto de partir en un viaje con su hija a Búfalo para ver la feria, y los dos anarquistas fueron juntos a la estación de tren. Goldman expresó su preocupación a otro radical de que Czolgosz (que utilizaba el alias de Fred Nieman) seguía a su alrededor; poco después, al parecer partió de Chicago.[20] William Arntz, trabajador de un parque en Canton, declaró que había visto a un hombre parecido a Czolgosz a mediados de 1901, cuando el presidente se alojaba en su casa. El hombre llevaba dos pistolas y cuando Arntz le recordó que las armas de fuego no estaban permitidas fuera del campo de tiro del parque respondió despectivamente. Arntz avisó a la policía, pero el hombre nunca fue encontrado.[18][21]
A finales del verano, Czolgosz se trasladó a Búfalo por razones desconocidas. El escritor y periodista Scott Miller cree que podría haber elegido la ciudad de Búfalo debido a su gran inmigración polaca. Recaló en el barrio de West Seneca (Nueva York) y dedicó gran parte de su tiempo a la lectura. Después Czolgosz giró a la izquierda hacia Cleveland, no se sabe si recogió más literatura anarquista o si fue a por dinero. Llegó a Chicago, donde vio una reseña en el periódico de la inminente visita del presidente McKinley a Búfalo. Volvió allí, aunque no tenía claro lo que iba a hacer; en un principio solo se trataba de estar cerca del hombre que para él personificaba la injusticia. El martes 3 de septiembre, se decidió. Czolgosz declaró más tarde:

"No tenía escapatoria, estaba en mi corazón. No lo podría haber conseguido sin poner mi vida en juego. Había miles de personas en la ciudad el martes. Oí que era el Día del Presidente. Toda aquella gente parecía inclinarse ante el gran gobernante . Decidí matarle".[22]

El 3 de septiembre, Czolgosz fue a la ferretería Walbridge en la calle principal de Búfalo y compró un revólver del calibre .32 S&W. Aún no tenía un plan claro para asesinar al presidente.[23] Al día siguiente, William e Ida McKinley llegaron a Búfalo en tren. El cañón que disparó una salva de honor al presidente a su llegada se había colocado demasiado cerca de la vía, y las deflagraciones rompieron varias ventanas del tren, desconcertando a la primera dama.[23] Una docena de personas que estaban en el andén, creyeron que era una bomba y gritaron "¡anarquistas!".[24] Cuando William McKinley se bajó del tren para la bienvenida oficial, Czolgosz se abrió paso hacia delante a través de la multitud, pero encontró al presidente demasiado protegido para atentar contra su vida.

### Un día en la feria, excursión a las cataratas del Niágara
El viaje de McKinley a Búfalo era parte de una campaña prevista de diez días empezando el 4 de septiembre desde Canton y debía incluir una visita a Cleveland a un campamento del Ejército de la República ya que él era miembro de los veteranos de la Unión. [25] Los McKinley se alojaron en la casa del presidente de la Exposición, John G. Milburn. El sábado 7 de septiembre iban a viajar a Cleveland y quedarse en primer lugar en la residencia del empresario y futuro gobernador de Ohio Myron Herrick, amigo del presidente y con un consejero de McKinley, el senador por Ohio Mark Hanna.[26][27] A su llegada a Búfalo, el séquito presidencial fue llevado a través del recinto ferial que estaba en el camino hacia la Casa Milburn, haciendo una parada en el Puente del Triunfo en la Exposición para que los visitantes pudieran contemplar las atracciones de la feria.[28]
Mientras en Búfalo, McKinley tenía dos días de actos oficiales: el jueves 5 de septiembre, fue a dar su discurso y recorrer la feria. Al día siguiente, visitó las Cataratas del Niágara y a su vuelta se encontró con el público en el Templo de la Música en la Exposición. Parte del motivo para traer a McKinley a la feria era engordar la taquilla; la visita del popular presidente fue muy publicitada. La recepción pública en el Templo de la Música fue rechazada por su secretario personal, George B. Cortelyou, que, preocupado por la seguridad del presidente, trató de eliminarla de la agenda dos veces. McKinley la restableció ya que deseaba apoyar la feria (que aceptaba su asunto de la cooperación internacional) y disfrutaba de las reuniones y no tenía miedo de potenciales asesinos. Cuando Cortelyou pidió a McKinley por última vez eliminar el evento del calendario oficial, el presidente respondió: "¿Por qué? Nadie querría hacerme daño."[29] Cortelyou advirtió a McKinley que muchos quedarían decepcionados ya que el presidente no tendría tiempo para estrechar la mano de todos los que salieran a su encuentro. McKinley respondió: "Bueno, de todos modos ellos sabrán que lo he intentado".[29] Como no pudo persuadir al presidente que alterara su agenda, Cortelyou telegrafió a las autoridades en Búfalo, pidiéndoles que reforzaran la seguridad.[26]
En la mañana del jueves 5 de septiembre las puertas se abrieron a las 6:00 a. m. para permitir a la multitud entrar temprano y buscar buenos lugares para presenciar el discurso del presidente. La explanada cerca del Puente de Triunfo en la que el presidente iba a hablar, estaba llena de visitantes y la multitud se desbordó en la tribuna de Las Fuentes. De los 116 000 visitantes de la feria ese día, se cree que alrededor de 50 000 habían ido expresamente para asistir al discurso de McKinley. La ruta entre la Casa Milburn y el lugar de la alocución estaba lleno de espectadores; el avance de McKinley en el carruaje con su esposa fue ovacionado. Subió a un escenario con vistas a la explanada, y después de una breve introducción de Milburn, comenzó a hablar.[30]

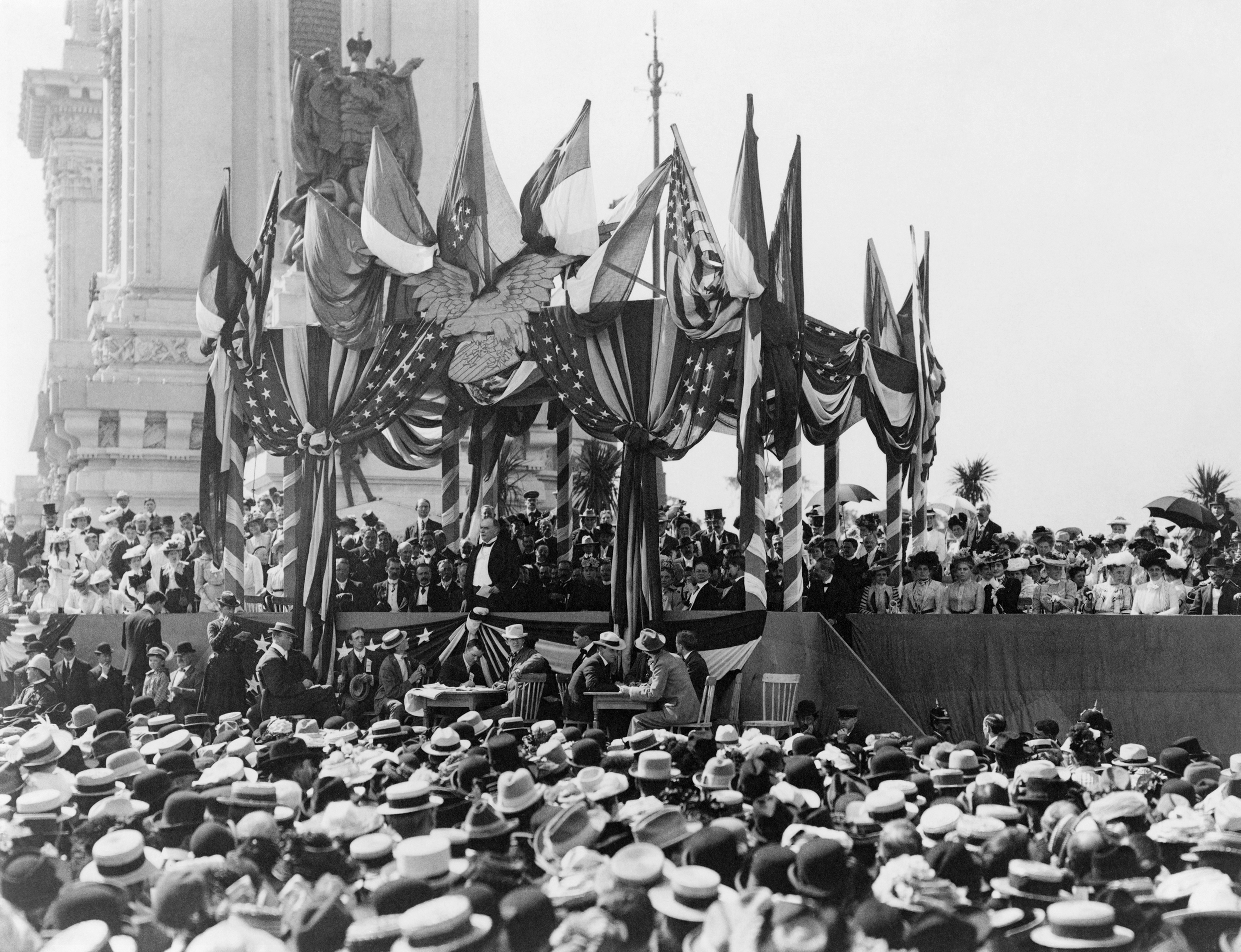
William McKinley (en el centro con camisa blanca) da su discurso final.

En su discurso final, McKinley instó a poner fin al aislacionismo norteamericano. Propuso acuerdos comerciales que permitieran a los fabricantes estadounidenses conseguir nuevos mercados. "... La exclusividad pertenece al pasado. La expansión de nuestro comercio y la industria es nuestro problema más acuciante. Las guerras comerciales son improductivas"[31] La multitud saludó su discurso con un fuerte aplauso. A su conclusión el presidente es acompañado por Ida McKinley de nuevo a su coche mientras ella volvía a la Casa Milburn visitando los lugares de interés de la feria.[32]

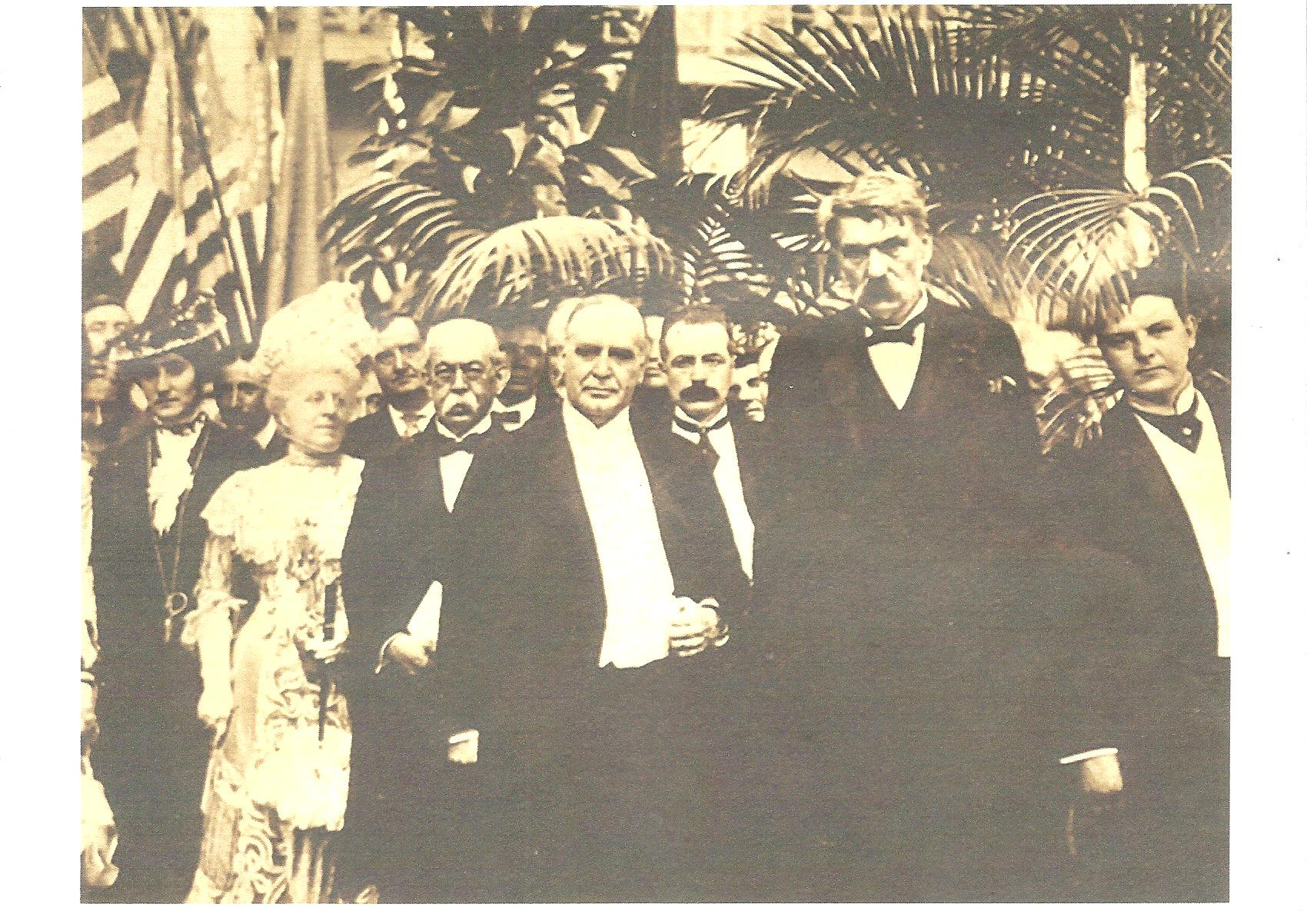
La última fotografía en la que posa el presidente McKinley, en el edificio del gobierno el 5 de septiembre de 1901. De izquierda a derecha: Señora de John Miller Horton, presidenta del Consejo de las Damas de los Promotores; John G. Milburn; Señor Asperoz, el embajador de México, el presidente, George B. Courtelyou el secretario del presidente; Col. John H. Bingham del Consejo de Gobierno.

McKinley recorrió los pabellones de los países del hemisferio occidental, atrayendo multitudes y aplausos dondequiera que iba. Presidió un almuerzo en el edificio del estado de Nueva York y asistió a una recepción solo para invitados reservados en la sede del Gobierno. Iba muy custodiado por soldados y policías, pero aun así trató de interactuar con el público, alentando a los que corrían hacia él y al notar un ruidoso grupo de jóvenes vendedores de palomitas de maíz, se inclinó ante ellos. Hizo una parada no programada para tomar un café en el edificio Porto Rican (una variante ortográfica común de Puerto Rico antes de 1932), antes de regresar a la Casa Milburn por la tarde.
A pesar de que Cortelyou avisó a los organizadores de que no les podía atender debido a su delicada salud, Ida McKinley había estado presente en el almuerzo en su honor organizado por el Consejo de Damas de los Promotores de la Exposición y después de la cena, el presidente y la primera dama regresaron al recinto ferial haciendo una pausa en el Puente del Triunfo para ver la feria iluminada tanto por la luz eléctrica como la del sol al ocaso. Fueron en barco al puesto de socorro para ver los fuegos artificiales antes de volver a la casa de Milburn.[33]
Czolgosz con su pistola en el bolsillo, había llegado temprano a la feria y estaba bastante cerca del podio antes de que McKinley llegara. Pensaba en disparar al presidente durante su discurso, pero no estaba seguro de poder alcanzar su objetivo ya que la multitud le empujaba. Czolgosz aún no había tomado una decisión cuando McKinley concluyó su discurso y desapareció detrás de los guardias de seguridad.[34] Sin embargo, intentó seguir al presidente McKinley cuando comenzó su recorrido por la feria, pero fue empujado hacia atrás por los policías.[35] Czolgosz no vio otra oportunidad de estar cerca del presidente ese día y regresó a su habitación alquilada por 2 dólares semanales encima de una taberna.[34][35]

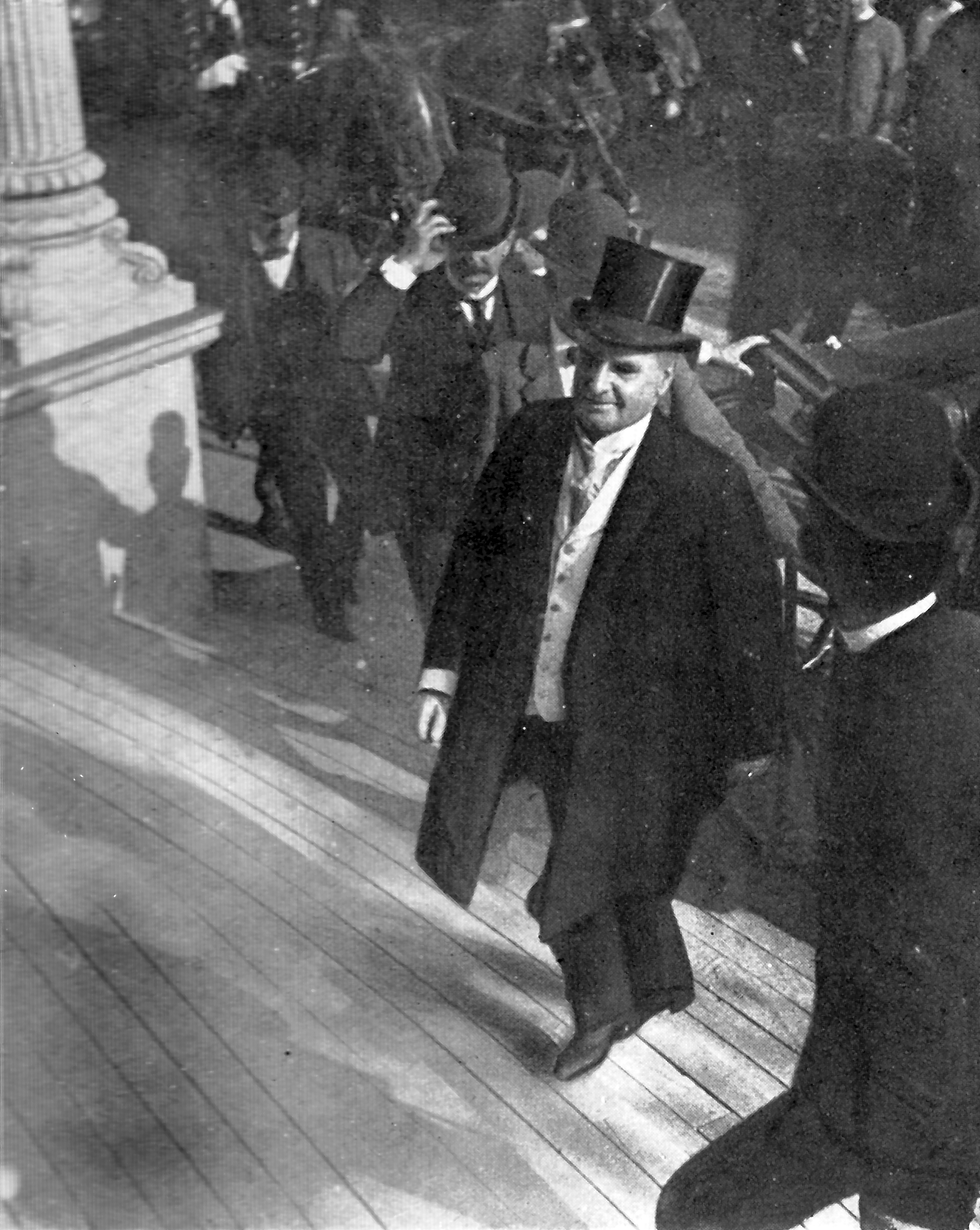
McKinley llega al Templo de la Música poco antes del tiroteo. Esta es la última fotografía conocida de él.

La mañana del viernes 6 de septiembre de 1901, McKinley vestido formalmente, salió de la casa de Milburn para dar un paseo por el barrio. El presidente casi se escapa sin vigilancia cuando la policía y los soldados se dieron cuenta y salieron corriendo tras él. Czolgosz también se levantó temprano con la intención de estar en primera fila para la recepción pública en el Templo de la Música. Llegó a las puertas de la Exposición a las 8:30 de la mañana, a tiempo para ver al presidente pasar en su coche de camino a la estación de tren para la visita a las Cataratas del Niágara. [36] Los McKinley viajaron en tren a Lewiston, donde se cambiaron a los carruajes para ver la garganta del Niágara. Cuando el séquito llegó al municipio de Niagara Falls, se bajaron de los carros para ver las vistas. El grupo paseó hasta la mitad del Honeymoon Bridge mirando hacia las cataratas, aunque McKinley tuvo cuidado de no entrar en Canadá por razones de protocolo. Era un día caluroso e Ida McKinley se sintió mal debido al calor y fue llevada al Hotel Internacional a la espera de su marido, que recorrió la Isla de la Cabra antes de unirse a su esposa para el almuerzo. Después de fumar un cigarro en la terraza, el presidente montó con su esposa en el tren que les esperaba en las inmediaciones y la acomodó antes de recorrer la planta hidroeléctrica instalada en las cataratas. El tren regresó a Búfalo para que McKinley pudiera asistir a la recepción en el Templo de la Música. Ida McKinley tenía intención de acompañar a su marido al auditorio, pero como no se había recuperado totalmente, decidió regresar a la casa de Milburn para descansar. Como el tiempo asignado para la recepción había sido recortado en diez minutos, el presidente no esperaba estar separado de su esposa mucho tiempo. Ya que eran solo las 3:30 p.m., McKinley se detuvo para tomar un refrigerio en el edificio de la misión antes de acceder al Templo de la Música.[37]

## Atentado y muerte de McKinley

### En el Templo de Música

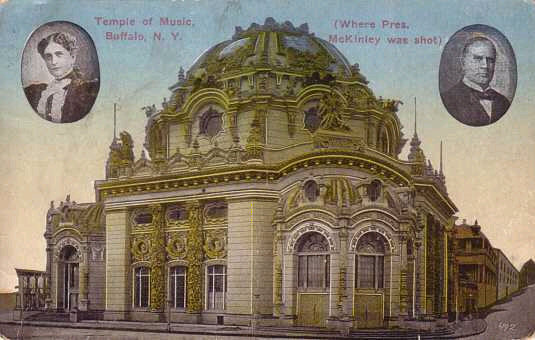
El Templo de la Música en una tarjeta postal. Como la mayoría de las estructuras de la exposición se desmanteló una vez cerrada la Exposición.

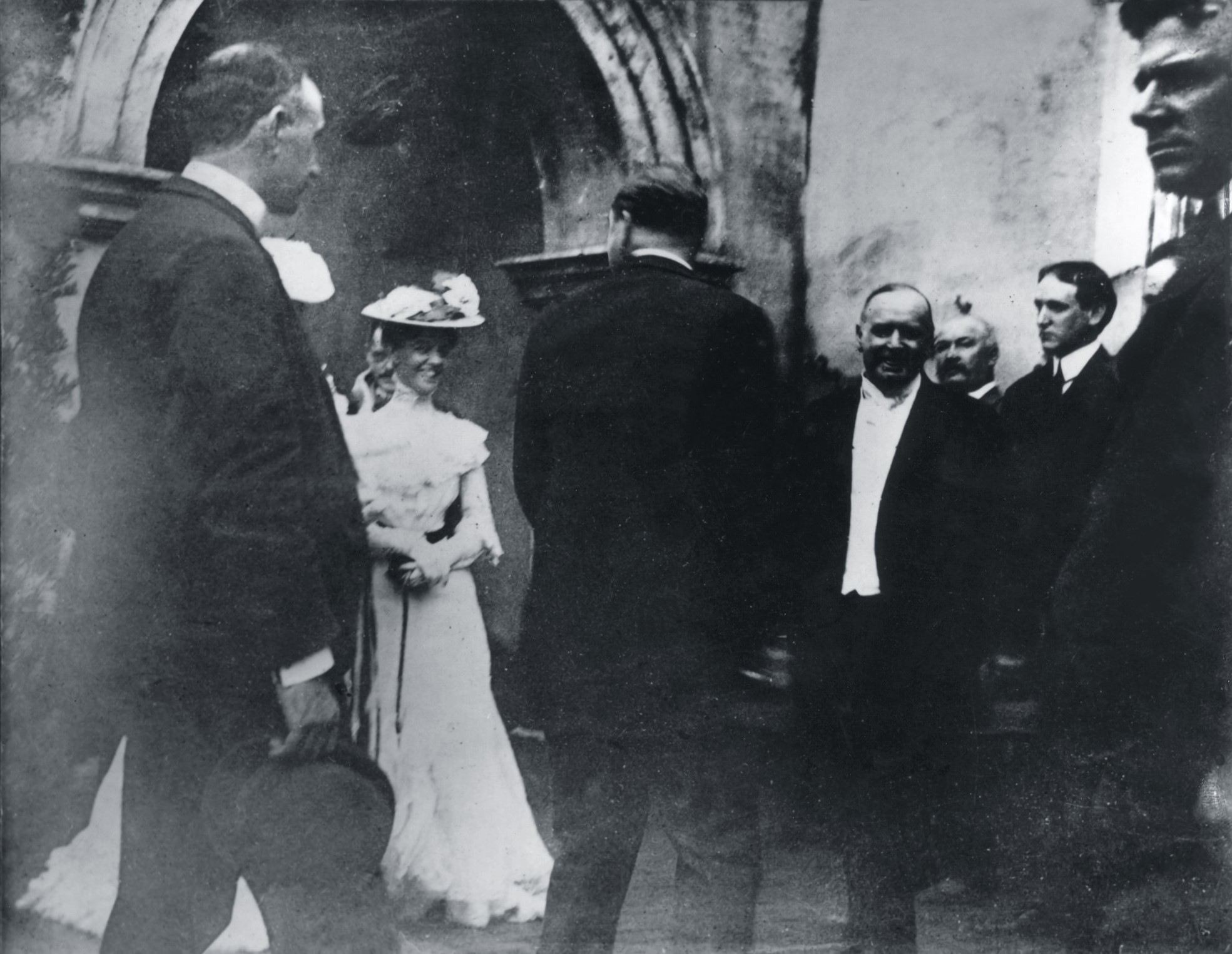
El presidente McKinley saluda a sus simpatizantes en la recepción del Templo de la Música. El 6 de septiembre de 1901 (minutos antes de los disparos).

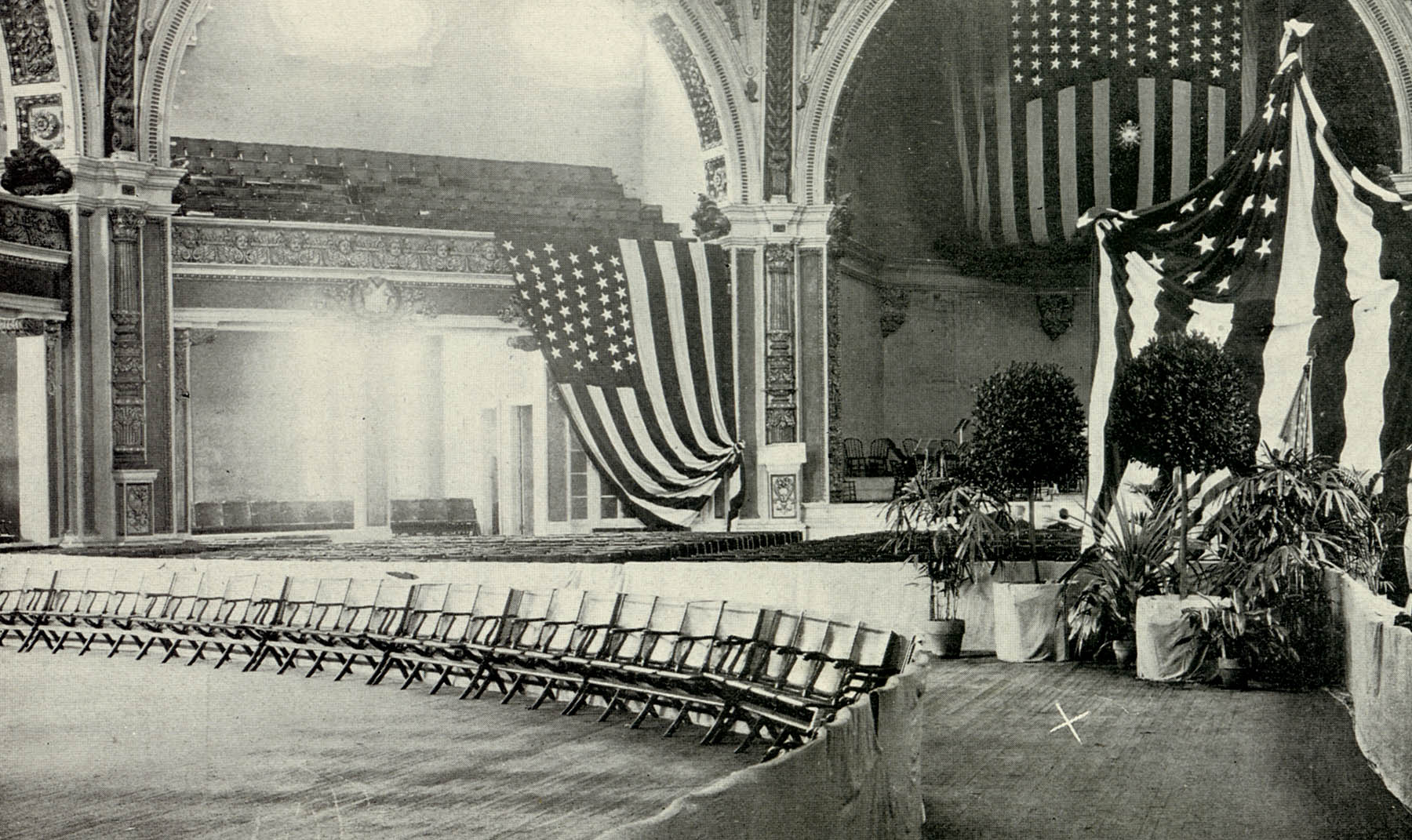
Escena del tiroteo dentro del Templo de Música. El lugar en el que McKinley recibió los disparos está marcado con una X, cerca la esquina inferior derecha.

Cuando los organizadores de la feria tuvieron la oportunidad de ofrecer una recepción pública para el presidente McKinley se escogió el Templo de la Música debido a que Louis L. Babcock, gran mariscal de la exposición, consideró que era el edificio ideal para el evento. El gran auditorio estaba situado cerca de la explanada, en el corazón de la feria, y tenía puertas en cada uno de sus lados. Además de las filas de sillas dispuestas en la sala, tenía amplias gradas. Babcock se pasó la mañana del 6 de septiembre haciendo los arreglos para la recepción. Los asientos fueron eliminados para crear un amplio pasillo, que iba desde las puertas al este a través de las cuales accedería el público. Una vez que los miembros del público dieran la mano a McKinley,  continuarían hasta salir del edificio. Una bandera estadounidense fue colgada detrás de McKinley, varias macetas con plantas fueron puestas como decoración en torno a la posición del Presidente para crear una escena atractiva. Aparte de su utilidad para otros fines, el edificio adornado fue uno de los principales detalles arquitectónicos de la feria.[38]
Se tomaron considerables medidas de seguridad para el presidente. La policía de la exposición estaba en las puertas; detectives de la policía de Búfalo vigilaban el pasillo. Además de los agentes del Servicio Secreto habitual de McKinley, George Foster, y otros dos agentes habían sido asignados al viaje a Búfalo debido a las preocupaciones de seguridad de Cortelyou. Babcock se puso nervioso por una broma que le gastaron en un restaurante de la exposición diciéndole que el presidente sería tiroteado en la recepción. Se había dispuesto una docena de artilleros para asistir a la recepción en uniforme de gala, con fines ceremoniales. En cambio, se los colocó en el pasillo con las instrucciones de cerrar el paso a cualquier persona de aspecto sospechoso que se acercara al presidente. Estos hombres no estaban entrenados para el trabajo policial, y sirvieron para desplazar la multitud delante del presidente y obstruir la vista de los detectives y el servicio Secreto. En este tipo de eventos, Foster por lo general se situaba justo a la izquierda y detrás de McKinley. Sin embargo, Milburn deseaba permanecer a la izquierda de McKinley para poder presentar a cualquier persona conocida al Presidente y Foster y otro agente estaban al otro lado de McKinley.
A lo largo de la tarde el gentío había ocupado la superficie fuera del pasillo delimitado y en las tribunas deseando ver al presidente aunque no llegaran a saludarle. McKinley llegó puntual, echó un vistazo a los arreglos y caminó hacia su lugar, con Milburn a la izquierda y Cortelyou a la derecha. En el órgano empezó a sonar "The Star-Spangled Banner", cuando McKinley ordenó abrir las puertas para que entraran los que habían esperado para verlo. La policía los dejó entrar y McKinley se preparó para llevar a cabo la parte favorita de su trabajo. Como político experimentado McKinley podía dar la mano a 50 personas por minuto, agarrando primero las manos de su interlocutor para evitar que sus dedos fuesen estrujados. Cortelyou miraba con ansiedad el reloj y cuando habían pasado la mitad de los diez minutos asignados levantó la mano para avisar a Babcock de que cerrara las puertas. Al ver Cortelyou mirando su reloj, Babcock se movió hacia las puertas.[40] Mientras la recepción continuaba el organista tocó obras de Johann Sebastian Bach. La procesión de ciudadanos dando la mano al presidente fue interrumpida cuando Myrtle Ledger de doce años de Spring Brook en Nueva York, acompañada por su madre, pidió a McKinley el clavel rojo que siempre llevaba en la solapa. El presidente se lo dio y se reanudó el trabajo sin su característico amuleto. Los hombres del servicio secreto se fijaron en un hombre alto y moreno que parecía sospechosamente inquieto mientras caminaba hacia el presidente, pero dieron un suspiro de alivio cuando le dio la mano a McKinley sin incidentes y empezó a moverse hacia la salida. No se aplicaba la regla habitual de que los que se acercaran al presidente debían hacerlo con las manos vacías y abiertas. Tal vez debido al calor del día ya que varias personas estaban usando pañuelos para limpiar el sudor de su frente; el hombre que siguió a la persona morena tenía la mano derecha envuelta en un pañuelo como si estuviera lesionado. Al ver esto McKinley tomó su mano izquierda. Las manos de los dos hombres se tocaron a las 4:07 de la tarde y Czolgosz disparó dos veces a McKinley en el abdomen con un revólver calibre 32 Iver Johnson oculto bajo el pañuelo.[40][41][42]
Los espectadores contemplaron con horror como McKinley se tambaleó hacia delante y Czolgosz estaba listo para un tercer disparo. Se lo impidió James Parker, un estadounidense de origen afroespañol de Georgia que estaba detrás de Czolgosz. Chocó con el asesino e intentó alcanzar la pistola. Una fracción de segundo después Parker golpeó a Czolgosz, también el detective de Búfalo John Geary y uno de los artilleros Francis O'Brien. Czolgosz desapareció bajo un montón de hombres algunos de los cuales le dieron puñetazos o le golpearon con las culatas de los rifles. Se le oyó decir: "he cumplido con mi deber."[43][44] McKinley se tambaleó hacia atrás y hacia la derecha, pero le impidieron caer Cortelyou, Milburn y el detective Geary. Lo llevaron a través de algunas banderas caídas hasta una silla. El presidente trató de convencer a Cortelyou de que no estaba gravemente herido, pero la sangre era visible al descubrir la herida. Al ver la paliza que le estaba cayendo a Czolgosz, McKinley ordenó que la detuvieran. Czolgosz fue arrastrado, después de ser registrado por el agente Foster. Como seguía girando la cabeza para observar al presidente, Foster se la pegó al suelo de un golpe.[45][46]

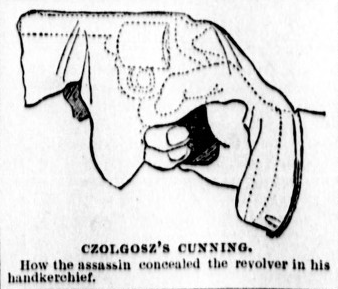
Ilustración de cómo Czologosz ocultó la pistola. Chicago Eagle ,14 de septiembre de 1901.

Después de detener la paliza a Czolgosz, la siguiente preocupación de McKinley era su esposa, instando a Cortelyou que tuviera cuidado al contarle sobre el tiroteo.[47] La reacción inicial de la multitud fue de pánico, y un intento de huida de la sala, que se frustró por los que querían entrar para ver lo que había ocurrido.[48] Mientras se llevaban a Mckinley en una camilla hacia una ambulancia eléctrica la multitud murmuró preocupada al ver su pálido rostro.[49] Foster fue con él hasta el hospital de la feria. En el camino, McKinley notó en su ropa un objeto metálico, "creo que es una bala" dijo.[50] McKinley había recibido dos disparos; una bala había sido desviada por un botón y solo le rozó; la otra había penetrado en el abdomen.[50]

### Intervención quirúrgica.
La ambulancia con McKinley llegó al hospital de la exposición a las 16:25 horas. A pesar de que trataba tan solo posibles problemas de salud menores de los visitantes de la feria, el hospital tenía un quirófano. En el momento de los disparos ningún médico cualificado estaba en el hospital solo enfermeras e interinos.[51] El mejor cirujano en la ciudad (director médico de la exposición), el Dr. Roswell Park estaba en Niagara Falls, realizando un delicada operación de cuello. Cuando le interrumpieron durante la operación y le dijeron que le necesitaban en Búfalo dijo acertando sin querer que no podía irse aunque se tratara del presidente. Park salvó un par de semanas más tarde a una mujer con heridas similares a las de Mckinley.[52][53] El primer médico en llegar al hospital fue el Dr. Herman Mynter, a quien el presidente había conocido el día anterior; McKinley (que tenía buena memoria para las caras) bromeó diciéndole que cuando le conoció no creía que iba a necesitar sus servicios profesionales.[54] Cuando McKinley estaba sobre la mesa de operaciones, dijo sobre Czolgosz, "El pobre hombre no sabía lo que estaba haciendo".[55] Con el cirujano Park ocupado y la luz tenue de la tarde como la principal fuente de iluminación del quirófano, se tomó la decisión de operar y extraer la bala cuando llegó el otro cirujano Dr. Matthew D. Mann.[53] Mynter le había puesto a McKinley una inyección de morfina y estricnina para aliviar su dolor; Mann (un ginecólogo notable y sin experiencia en heridas abdominales) le había administrado Éter etílico para sedar a McKinley cuando el herido murmuró el Padre nuestro.[54]

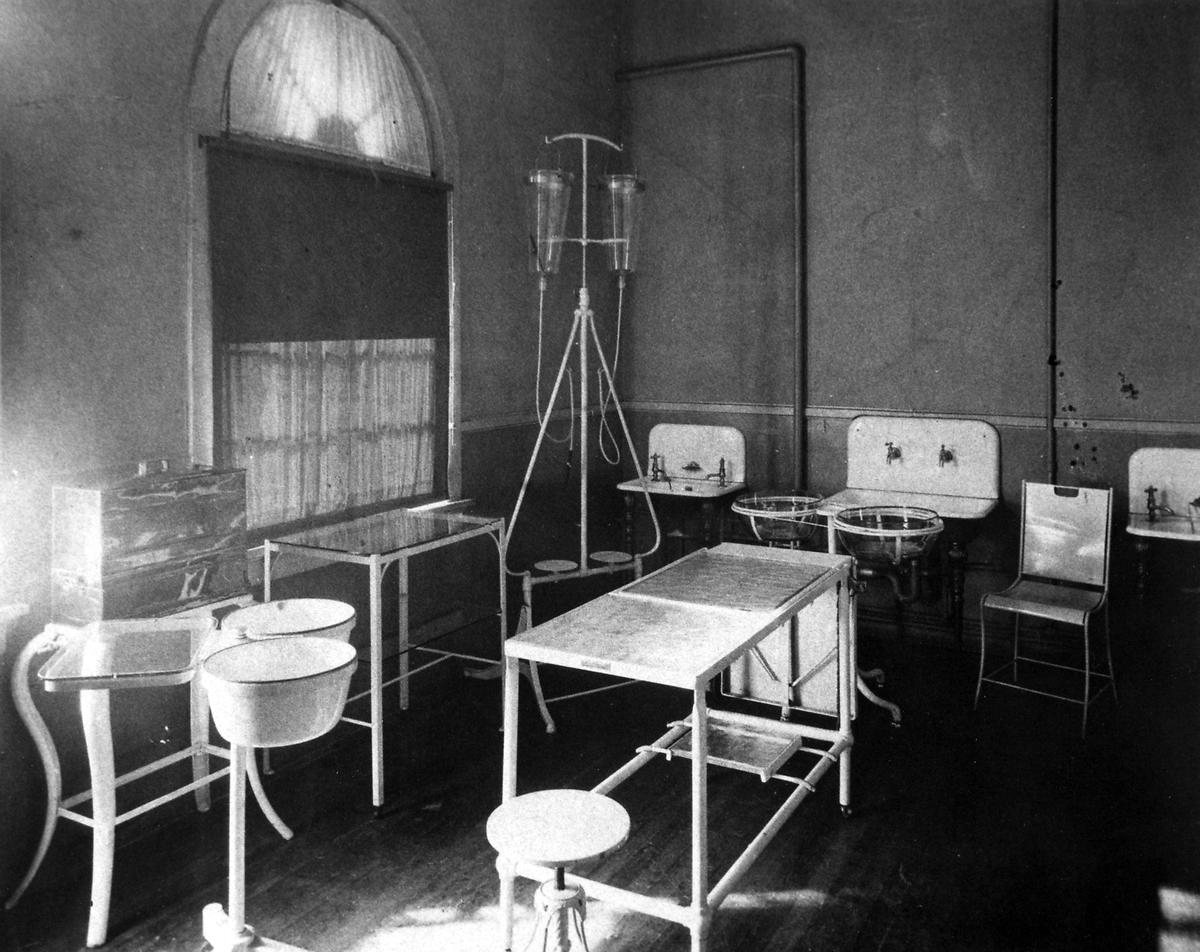
El quirófano del hospital de la Exposición.

Durante siglos las heridas de bala en el abdomen significaban la muerte por gangrena u otra infección, y los médicos solo eran capaces de hacer poco más que aliviar el dolor. Solo diecisiete años antes el Dr. Emil Kocher un cirujano suizo, había sido el primero en operar con éxito a un paciente con una herida semejante.[54] Para aumentar la claridad, la luz del sol se refleja sobre la herida por otro médico y al final se consiguió una mejor iluminación. El hospital carecía de equipo quirúrgico básico como retractores por ejemplo. Con McKinley debilitado Mann apenas pudo sondear la herida para tratar de encontrar la bala; su trabajo se complicó por la obesidad del presidente. El cirujano hizo una incisión en su piel y encontró un trozo de tela incrustado en el tejido. Sondeó con el dedo y la mano a la búsqueda de daños en el sistema digestivo. El estómago tenía la herida de entrada y la de salida. Mann suturó los dos agujeros en el órgano, pero no pudo encontrar la bala y concluyó que se había alojado en los músculos de la espalda del presidente. Más tarde escribió, "Una bala una vez que deja de moverse hace poco daño."[56] Una primitiva máquina de rayos X estaba en exhibición en la feria pero no se utilizó con McKinley; Mann indicó más adelante que su uso podría haber alterado al paciente. Se utiliza un hilo de seda negro para coser la incisión y la herida, sin drenaje, y se cubre la zona con un vendaje.[57] A medida que la operación concluía el Dr. Park llegó de Niagara Falls pero no estaba dispuesto a intervenir, y a las 5:20 a McKinley se le dio otra inyección de analgésico y se le dejó despertar. Fue llevado a la casa de Milburn en la ambulancia eléctrica.[58] La primera dama no había sido informada del atentado; una vez que la cirugía se completó, el médico presidencial, Presley M. Rixey, le dijo pausadamente lo que había ocurrido. Ida McKinley tomó la noticia con calma y escribió en su diario: "Fui a las Cataratas esta mañana. Mi querido marido estaba en una recepción pública cuando le disparó un ...".[59] Leech, en su biografía del presidente McKinley, sugiere que la primera dama no podía escribir la palabra "anarquista".[60]

### Recuperación aparente; muerte final

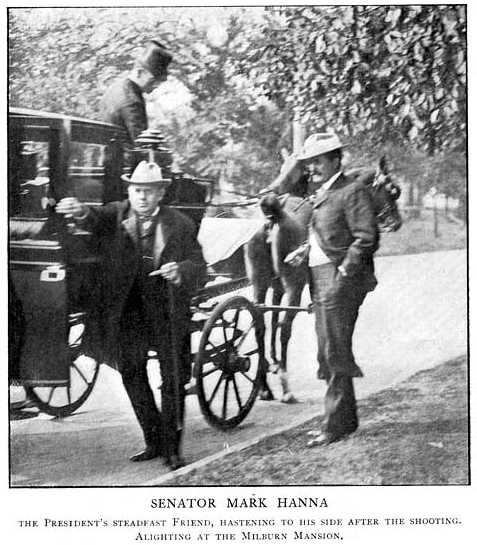
El senador Mark Hanna (a la izquierda), amigo de presidente McKinley, llegando a la casa de Milburn después del tiroteo.

Pocos minutos después de los disparos, la noticia fue transmitida a todo el mundo por los cables de telégrafo, a tiempo para las ediciones de los periódicos de la tarde en los EE. UU. En los tiempos anteriores a la radio, miles de personas esperaban en las ciudades de todo el país fuera de las oficinas de los periódicos, esperando el último boletín desde Búfalo. Los temores de que McKinley no sobreviviría al día siguiente se disiparon por los tranquilizadores comunicados de Cortelyou procedentes de los médicos. Multitudes amenazadoras se reunieron frente a la comisaría de la policía de Búfalo donde estaba Czolgosz. Cuando admitió que era anarquista, eso provocó ataques a otros con esa ideología. Uno estuvo a punto de ser linchado en Pittsburgh.[61][62]
En la casa de Milburn, McKinley parecía estar recuperándose. El sábado 7 de septiembre, estaba relajado y coloquial. Se dejó a su mujer verlo, al igual que a Cortelyou; el presidente preguntó a su secretaria, "¿Les gustó mi discurso?" y se alegró al enterarse de las reacciones positivas.[63] Mientras tanto, el vicepresidente Roosevelt (que estaba en Vermont de vacaciones), gran parte del gabinete, y el senador Hanna se apresuraron a ir a Búfalo. Cortelyou continuó dando comunicados alentadores. Al presidente se le permitieron pocas visitas y se quejó de la soledad. A medida que la crisis parecía haber pasado, los dignatarios comenzaron a salir el 9 de septiembre, confiando en la recuperación del presidente.[64][65] Roosevelt regresó a sus vacaciones en las Montañas de Adirondack después de expresar con indignación que Czolgosz podría estar en la cárcel unos pocos años. Según la ley estatal de Nueva York, la pena máxima por intento de asesinato era de diez años.[67] El Fiscal General Philander Chase Knox fue a Washington, en busca de un medio de procesar a Czolgosz bajo la ley federal.[65 ] El Secretario de Estado John Milton Hay había estado relacionado con los dos presidentes asesinados anteriormente: había sido secretario de Lincoln, y amigo cercano de James Garfield. El 10 de septiembre Hay recibió en la estación de Babcock un informe sobre la recuperación del presidente, y respondió que iba a morir.[68] 
El biógrafo H. Wayne Morgan escribió de la semana que siguió al tiroteo:

Todos decían que su fuerte complexión se veía en su punto más bajo. Los doctores parecían esperanzados, incluso confiados ... Es difícil entender la salud con la que veían a su paciente. Tenía casi sesenta años de edad, sobrepeso y la herida no había sido limpiada a fondo. Las precauciones contra las infecciones bastante difíciles en 1901, se llevaron con negligencia.[64] 

Según la biógrafa Margaret Leech, la recuperación aparente de McKinley "no era más que la resistencia de su cuerpo frente a la gangrena que progresaba a lo largo de la trayectoria de la bala en el estómago, el páncreas y un riñón".[69] Otra máquina de rayos X fue enviada desde Nueva Jersey por su inventor, Thomas Alva Edison. No fue utilizada en el presidente. Las fuentes varían sobre el motivo. Leech declaró que la máquina, adquirida por Cortelyou y acompañada por un operador entrenado, no fue utilizada por los médicos a cargo del paciente McKinley.[68] Miller relata que los médicos intentaron probarla en un hombre del tamaño de McKinley, pero resultó que faltaba una pieza crucial, para vergüenza de Edison.[70] 

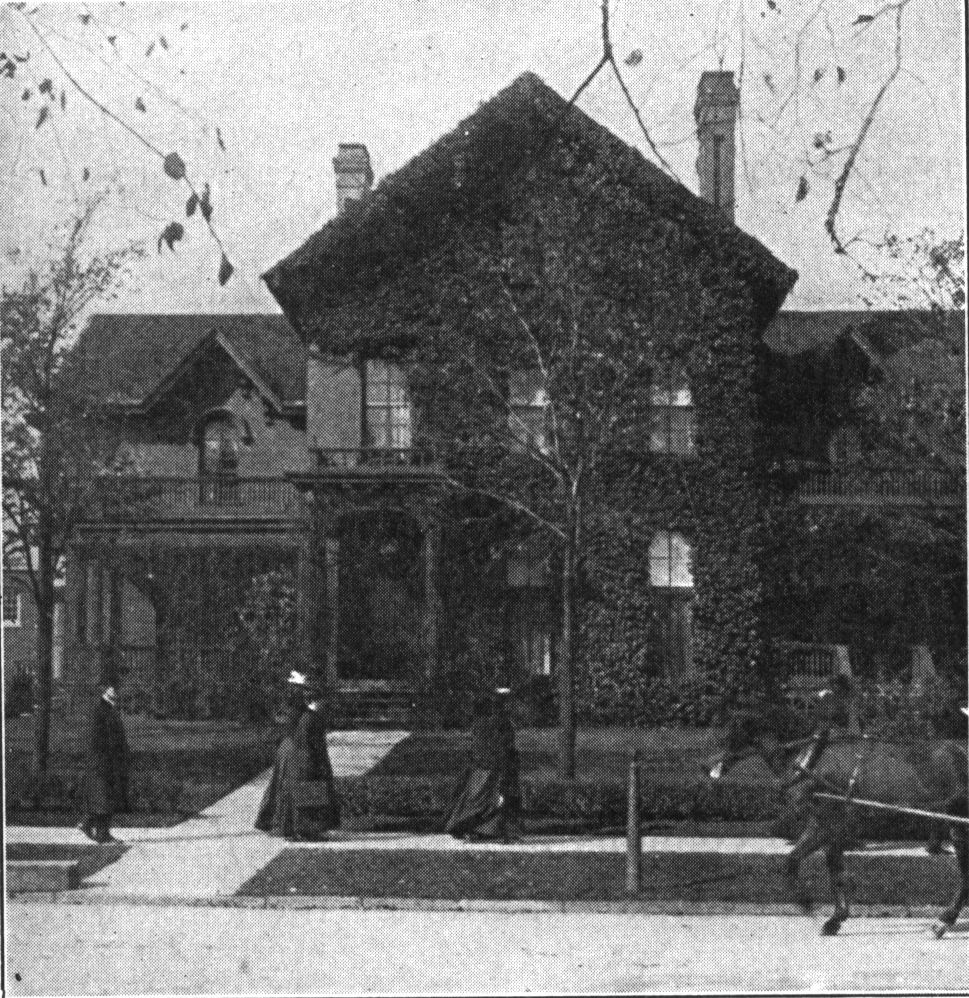
Residencia Milburn, donde McKinley murió

McKinley había tomado enemas nutritivos;[64] el 11 de septiembre tomó un poco de caldo por vía oral. Como pareció sentarle bien, a la mañana siguiente se le permitió tomar tostadas, café y caldo de pollo.[69][71] Su dolor posterior fue diagnosticado como indigestión; se le administró un purgante y la mayoría de los médicos se fueron después de la consulta de la noche. En la madrugada del 13 de septiembre McKinley sufrió un colapso. El aviso urgente para volver a Búfalo fue enviado al vicepresidente Roosevelt hasta el telégrafo o el teléfono más cercano (a 19 kilómetros) en las montañas de Adirondack; un guarda del parque fue enviado a buscarle.[72] Los especialistas fueron convocados; aunque en principio algunos médicos esperaban que McKinley podría sobrevivir con el corazón debilitado, por la tarde sabían que el caso estaba perdido. La gangrena, ignorada hasta el momento por los médicos, estaba creciendo en las paredes de su estómago y las toxinas fueron llegando a su sangre. McKinley perdía y volvía a la conciencia a lo largo del día; cuando estaba despierto era un paciente modelo. Por la tarde, él también sabía que se estaba muriendo, "Es inútil, señores. Creo que debemos rezar una plegaria."[69][73] Sus amigos y familiares fueron llamados y la primera dama lloró sobre él, "yo también quiero irme, quiero irme también."[74] Su marido respondió: "Todos nos vamos hágase la voluntad de Dios" y con sus últimas fuerzas la rodeó con su brazo.[75] También pudo haber cantado parte de su himno favorito, "Más cerca, oh Dios, de ti,[76] aunque otras versiones cuentan que se lo cantaron delicadamente.[75] A Ida McKinley se la llevaron y su lugar fue ocupado brevemente por el senador Hanna. Morgan relata su encuentro final: "En algún momento de esa terrible noche, Mark Hanna se había acercado a la cabecera del paciente con lágrimas en los ojos, llevando las manos a la cabeza y sacudiéndola con incredulidad al ver que treinta años de amistad iban a terminar de ese modo."[77] Cuando tras un intento de saludo no obtuvo una respuesta coherente Hanna exclamó "William, William , después de tantos años ¿no me conoces?".[77] 
A las 2:15 de la mañana del sábado 14 de septiembre de 1901, el presidente McKinley murió.[77] En el momento de la muerte de McKinley, Roosevelt estaba en su viaje de regreso a Búfalo, corriendo por los caminos de montaña en un carruaje hacia la estación de ferrocarril más cercana, donde un tren especial le estaba esperando. Cuando llegó a la estación de madrugada, se enteró de la muerte de McKinley.[76]

## Consecuencias
La autopsia se realizó en la mañana de la muerte de McKinley; Mann dirigió un equipo de 14 médicos. Encontraron que la bala había pasado a través del estómago, a continuación a través del colon transverso, y desapareció a través del peritoneo después de penetrar en una esquina del riñón izquierdo. También había dañado las glándulas suprarrenales y el páncreas. Mynter, que participó en la autopsia, más tarde declaró su creencia de que la bala estaba alojada en algún lugar de los músculos de la espalda, aunque esto no es seguro, ya que nunca fue encontrada. Después de cuatro horas, Ida McKinley exigió el final de la autopsia. Una máscara mortuoria fue realizada, y los oficios religiosos en privado se llevaron a cabo en la Casa Milburn antes de que el cuerpo fuera trasladado a la ciudad de Búfalo y al Condado de Hall para los cinco días de duelo nacional. El cuerpo de McKinley fue llevado ceremoniosamente de Búfalo a Washington y luego a Canton. El día del funeral, el 19 de septiembre McKinley fue sacado de su casa en North Market Street por última vez y cesó toda actividad en el país durante cinco minutos. Los trenes se detuvieron, los servicios telefónicos y el telégrafo pararon. Leech dijo, "la gente se inclinó en homenaje al presidente que se había ido".[79][80] 
Además de los daños causados por la bala, la autopsia también reveló que el presidente sufría de miocardiopatía (degeneración grasa del músculo del corazón). Esto habría debilitado su corazón haciéndole incapaz de recuperarse de una lesión de este tipo y se cree que estaba relacionada con su cuadro de sobrepeso y la falta de ejercicio. Los estudiosos modernos generalmente creen que McKinley murió de pancreatitis aguda, un proceso inflamatorio que es difícil de tratar hoy y habría sido completamente imposible para los médicos de su tiempo.[81] 
Czolgosz fue a juicio por el asesinato de McKinley en el Tribunal del Estado en Búfalo el 23 de septiembre de 1901, nueve días después de la muerte del presidente. El testimonio de la acusación duró dos días y declararon los médicos que atendieron a McKinley y varios testigos presenciales de los disparos. El abogado defensor Loran L. Lewis y su ayudante no llamaron testigos, que Lewis atribuyó a la negativa de Czolgosz a colaborar con ellos. En su discurso de 27 minutos ante el jurado, Lewis se esforzó en alabar al presidente McKinley. Miller señala que el argumento final fue muy calculado para conservar el lugar del abogado en la comunidad en vez de esforzarse por evitarle la silla eléctrica a su cliente.[82] Después de media hora de deliberaciones, el jurado encontró culpable a Czolgosz quien posteriormente fue sentenciado a muerte y murió en la silla eléctrica el 29 de octubre de 1901. Se colocó ácido dentro de su ataúd para disolver el cuerpo, antes del entierro en el cementerio de la prisión.[83][84] 
Después del asesinato de McKinley, las editoriales de los periódicos de todo el país criticaron fuertemente la falta de protección de los presidentes de Estados Unidos. A pesar de que carecía aún de cualquier mandato legislativo, en 1902, el Servicio Secreto estaba protegiendo al presidente Theodore Roosevelt a tiempo completo. Esto acabó con el debate. Hubo algunos que en el Congreso recomendaron que el ejército de los Estados Unidos se encargara de la protección del presidente.[85] Hasta 1906 el Congreso no aprobó la legislación que designa oficialmente al Servicio Secreto como el organismo a cargo de la seguridad presidencial.[86] 
Una de las secuelas del asesinato fue la reacción contra los anarquistas; la policía de Búfalo anunció poco después del tiroteo que creían que Czolgosz no había actuado solo y algunos anarquistas fueron detenidos por su presunta implicación en el ataque. [87] Czolgosz mencionó sus contactos con Emma Goldman durante el interrogatorio; Las autoridades detuvieron a su familia para obligarla a entregarse, cosa que hizo el 10 de septiembre. Pasó casi tres semanas en la cárcel; ella al igual que todos los demás detenidos que se creía que habían conspirado con Czolgosz, fue puesta en libertad sin cargos.[61][88] Los colectivos anarquistas y sus periódicos fueron atacados por justicieros y aunque no hubo muertos, hubo considerables daños a la propiedad.[89] El miedo a los anarquistas llevó a la creación de los programas de vigilancia que finalmente se consolidaron en 1908 como el FBI.[90] Las leyes anti-anarquistas pasaron a raíz del asesinato de latentes durante algunos años antes a ser utilizadas durante y después de la Primera Guerra Mundial, junto con los estatutos recién aprobados, contra los inmigrantes cuyas opiniones se consideraran una amenaza. Entre los deportados en diciembre de 1919 estaba Goldman, que no tenía la ciudadanía estadounidense.[91][92]
Leech creyó que la nación experimentó un cambio a la muerte de McKinley: 
"El nuevo presidente estaba en la oficina. La república aún vivía. Sin embargo, por un momento, los estadounidenses se apartaron del desafío y las novedades del futuro. Ensimismados y pesarosos recordaban la firmeza de McKinley, su fe incondicional,  amabilidad,  dignidad, accesibilidad y la dedicación a las personas: esa sencillez que no se volvería a ver en Washington... Después de la muerte de McKinley los ancianos llegaron a la Casa Blanca encargándose del Estado y la política, pero su primacía fue disputada por los jóvenes que iban empujando hacia adelante. La nación notó otro liderazgo nervioso, agresivo y fuerte. Bajo el mando de un capitán joven e intrépido, América se embarcó en el tormentoso viaje del siglo XX."[93]